# Liste der Mitglieder der Deutschen Akademie der Naturforscher Leopoldina/1750
Die Liste der Mitglieder der Deutschen Akademie der Naturforscher Leopoldina für 1750 enthält alle Personen, die im Jahr 1750 zum Mitglied ernannt wurden. Insgesamt gab es acht neu gewählte Mitglieder.

## Mitglieder
| Nr. | Name                       | Beiname         | Geboren       | Aufnahme | Gestorben     | Bild                                                    | Datenbank |
| --- | -------------------------- | --------------- | ------------- | -------- | ------------- | ------------------------------------------------------- | --------- |
| 560 | Albrecht von Haller        | Herophilus III. | 16. Okt. 1708 | 10. Jan. | 12. Dez. 1777 | Johann Rudolf Huber, Bildnis Albrecht von Haller (1736) | 3628      |
| 561 | Casimir Christoph Schmidel | Oribasius II.   | 21. Nov. 1718 | 18. Jan. | 18. Dez. 1792 |                                                         | 6467      |
| 562 | Friedrich Börner           | Cineas II.      | 17. Juni 1723 | 26. Jan. | 30. Juni 1761 |                                                         | 2100      |
| 563 | Gottlieb Karl Springsfeld  | Stantius        | 25. Juli 1714 | 15. Mrz. | 13. März 1772 |                                                         | 6737      |
| 564 | Ludwig Michael Dieterichs  | Isidorus II.    | 1716          | 20. Mrz. | 1769          |                                                         | 2429      |
| 565 | Heinrich Heisenius         | Hicesius II.    |               | 22. Apr. |               |                                                         | 3743      |
| 566 | Johann Ambrosius Beurer    | Apollonius II.  | 2. März 1716  | 4. Jun.  | 27. Juni 1754 |                                                         | 1992      |
| 567 | Johann Ernst Stieff        | Solon II.       | 22. Mai 1717  | 8. Jun.  | 4. Jan. 1793  |                                                         | 6793      |

## Hinweis zu den Lebensdaten
In der Liste sind zunächst die Lebensdaten gemäß Archiv der Leopoldina aufgenommen. Diese beziehen sich auf die Angaben gem. Büchner (1755), Neigebaur (1860) und Ule (1889). Die Lebensdaten im Namensartikel können daher von den Lebensdaten in der Liste abweichen.